# Campeonato Europeo de Bobsleigh
El Campeonato Europeo de Bobsleigh es la competición más importante del deporte de bobsleigh a nivel europeo. Es organizado anualmente desde 1965 por la Federación Internacional de Bobsleigh y Skeleton (IBSF). En el año 2004 se introdujo la competición femenina. Desde la edición de 2008, se celebra paralelamente y en la misma sede que el Campeonato Europeo de Skeleton.
Este campeonato se disputa en una de las etapas de la Copa del Mundo, aunque solo se toman en cuenta los resultados de los participantes de Europa. En algunas ediciones las competiciones fueron realizadas en diferentes etapas e inclusive en el mes de diciembre del año anterior al de la edición.

## Resultados

### Doble masculino
| Núm.    | Año  | Sede                          | Oro                                                 | Plata                                            | Bronce                                              |
| ------- | ---- | ----------------------------- | --------------------------------------------------- | ------------------------------------------------ | --------------------------------------------------- |
| I       | 1965 | Cortina d'Ampezzo · ( Italia) | Erwin Thaler · Adolf Koxeder · Austria              | Remo Mosa · Enzo Pierini · Italia                | Angelo Frigerio · Sergio Mocellini · Italia         |
| II      | 1966 | Garmisch-Partenkirchen ( RFA) | Erwin Thaler · Adolf Koxeder · Austria              | Manfred Hofer · Karl Pichler · Austria           | Anton Pensberger Helmut Wurzer RFA                  |
| III     | 1967 | Igls · ( Austria)             | Erwin Thaler · Reinhold Durnthaler · Austria        | Ion Panțuru · Nicolae Neagoe · Rumania           | Wolfgang Zimmerer Peter Utzschneider RFA            |
| IV      | 1968 | Sankt Moritz · ( Suiza)       | Wolfgang Zimmerer Peter Utzschneider RFA            | Patrick Evely Tony Fields Reino Unido            | John Blockey Mike Freeman Reino Unido               |
| V       | 1969 | Cervinia · ( Italia)          | Erwin Thaler · Reinhold Durnthaler · Austria        | Ion Panțuru · Dumitru Focșeneanu · Rumania       | Bruno Servadei · Andrea Clemente · Italia           |
| VI      | 1970 | Cortina d'Ampezzo · ( Italia) | Gianfranco Gaspari · Mario Armano · Italia          | Horst Floth Pepi Bader RFA                       | Wolfgang Zimmerer Peter Utzschneider RFA            |
| VII     | 1971 | Königssee ( RFA)              | Horst Floth Pepi Bader RFA                          | Hans Candrian · Peter Schärer · Suiza            | Wolfgang Zimmerer Peter Utzschneider RFA            |
| VIII    | 1972 | Sankt Moritz · ( Suiza)       | Wolfgang Zimmerer Peter Utzschneider RFA            | Horst Floth Pepi Bader RFA                       | Jean Wicki · Eduard Hubacher · Suiza                |
| IX      | 1973 | Cervinia · ( Italia)          | Wolfgang Zimmerer Peter Utzschneider RFA            | Horst Floth Willi Holdorf RFA                    | Werner Delle Karth · Fritz Sperling · Austria       |
| X       | 1976 | Sankt Moritz · ( Suiza)       | Erich Schärer · Peter Schärer · Suiza               | Stefan Gaisreiter Donat Ertel RFA                | Fritz Lüdi · Karl Häseli · Suiza                    |
| XI      | 1978 | Igls · ( Austria)             | Horst Schönau Harald Seifert RDA                    | Bernhard Germeshausen Hans-Jürgen Gerhardt RDA   | Bernhard Lehmann Matthias Trübner RDA               |
| XII     | 1979 | Winterberg ( RFA)             | Bernhard Germeshausen Hans-Jürgen Gerhardt RDA      | Erich Schärer · Ulrich Bächli · Suiza            | Meinhard Nehmer Bogdan Musiol RDA                   |
| XIII    | 1980 | Sankt Moritz · ( Suiza)       | Hans Hiltebrand · Walter Rahm · Suiza               | Bernhard Germeshausen Hans-Jürgen Gerhardt RDA   | Erich Schärer · Ulrich Bächli · Suiza               |
| XIV     | 1981 | Igls · ( Austria)             | Hans Hiltebrand · Walter Rahm · Suiza               | Bernhard Germeshausen Hans-Jürgen Gerhardt RDA   | Wolfgang Eidenschink Andreas Geiger RFA             |
| XV      | 1982 | Cortina d'Ampezzo · ( Italia) | Erich Schärer · Max Rüegg · Suiza                   | Horst Schönau Andreas Kirchner RDA               | Hans Hiltebrand · Ulrich Bächli · Suiza             |
| XVI     | 1983 | Sarajevo ( Yugoslavia)        | Bernhard Lehmann Bogdan Musiol RDA                  | Bernhard Germeshausen Hans-Jürgen Gerhardt RDA   | Ralph Pichler · Urs Leuthold · Suiza                |
| XVII    | 1984 | Igls · ( Austria)             | Jānis Ķipurs Aivars Šnepsts URSS                    | Detlef Richter Dietmar Jerke RDA                 | Zintis Ekmanis Vladimir Alexandrov URSS             |
| XVIII   | 1985 | Sankt Moritz · ( Suiza)       | Zintis Ekmanis Vladimir Alexandrov URSS             | Wolfgang Hoppe Dietmar Schauerhammer RDA         | Hans Hiltebrand · Meinhard Müller · Suiza           |
| XIX     | 1986 | Igls · ( Austria)             | Wolfgang Hoppe Dietmar Schauerhammer RDA            | Bernhard Lehmann Bogdan Musiol RDA               | Detlef Richter Steffen Grummt RDA                   |
| XX      | 1987 | Cervinia · ( Italia)          | Wolfgang Hoppe Dietmar Schauerhammer RDA            | Jānis Ķipurs Vladimir Alexandrov URSS            | Gustav Weder · Bruno Gerber · Suiza                 |
| XXI     | 1988 | Sarajevo ( Yugoslavia)        | Volker Dietrich Peter Förster RDA                   | Nico Baracchi · Donat Acklin · Suiza             | Viacheslav Zhavlev Alexei Golovin URSS              |
| XXII    | 1989 | Winterberg ( RFA)             | Gustav Weder · Bruno Gerber · Suiza                 | Wolfgang Hoppe Bogdan Musiol RDA                 | Rudolf Lochner Markus Zimmermann RFA                |
| XXIII   | 1990 | Igls · ( Austria)             | Gustav Weder · Curdin Morell · Suiza                | Zintis Ekmanis Juris Tone URSS                   | Māris Poikāns Andrei Gorojov URSS                   |
| XXIV    | 1991 | Cervinia · ( Italia)          | Gustav Weder · Bruno Gerber · Suiza                 | Volker Dietrich · Peer Joechel · Alemania        | Günther Huber · Stefano Ticci · Italia              |
| XXV     | 1992 | Königssee · ( Alemania)       | Gustav Weder · Donat Acklin · Suiza                 | Christoph Langen · Günther Eger · Alemania       | Sepp Dostthaler · Mike Sehr · Alemania              |
| XXVI    | 1993 | Sankt Moritz · ( Suiza)       | Gustav Weder · Donat Acklin · Suiza                 | Celeste Poltera · Marco Battaglia · Suiza        | Sepp Dostthaler · Mike Sehr · Alemania              |
| XXVII   | 1994 | La Plagne ( Francia)          | Christoph Langen · Peer Joechel · Alemania          | Günther Huber · Stefano Ticci · Italia           | Gustav Weder · Donat Acklin · Suiza                 |
| XXVIII  | 1995 | Altenberg · ( Alemania)       | Christoph Langen · Kai-Uwe Kohlert · Alemania       | René Spies · Sven Peter · Alemania               | Reto Götschi · Guido Acklin · Suiza                 |
| XXIX    | 1996 | Sankt Moritz · ( Suiza)       | Christoph Langen · Olaf Hampel · Alemania           | Reto Götschi · Guido Acklin · Suiza              | Sepp Dostthaler · Thomas Platzer · Alemania         |
| XXX     | 1997 | Königssee · ( Alemania)       | Günther Huber · Antonio Tartaglia · Italia          | Sepp Dostthaler · Thomas Platzer · Alemania      | Reto Götschi · Guido Acklin · Suiza                 |
| XXXI    | 1998 | Igls · ( Austria)             | Reto Götschi · Guido Acklin · Suiza                 | Christoph Langen · Olaf Hampel · Alemania        | Günther Huber · Antonio Tartaglia · Italia          |
| XXXII   | 1999 | Winterberg · ( Alemania)      | Reto Götschi · Guido Acklin · Suiza                 | Christian Reich · Urs Aeberhard · Suiza          | Sepp Dostthaler · Olaf Hampel · Alemania            |
| XXXIII  | 2000 | Cortina d'Ampezzo · ( Italia) | André Lange · René Hoppe · Alemania                 | Günther Huber · Ubaldo Ranzi · Italia            | Christoph Langen · Markus Zimmermann · Alemania     |
| XXXIV   | 2001 | Königssee · ( Alemania)       | Christoph Langen · Markus Zimmermann · Alemania     | Christian Reich · Steve Anderhub · Suiza         | René Spies · Franz Sagmeister · Alemania            |
| XXXV    | 2002 | Cortina d'Ampezzo · ( Italia) | Christian Reich · Steve Anderhub · Suiza            | André Lange · Kevin Kuske · Alemania             | Martin Annen · Beat Hefti · Suiza                   |
| XXXVI   | 2003 | Winterberg · ( Alemania)      | René Spies · Marco Jakobs · Alemania                | André Lange · Kevin Kuske · Alemania             | Ralph Rüegg · Beat Hefti · Suiza                    |
| XXXVII  | 2004 | Sankt Moritz · ( Suiza)       | Christoph Langen · Christoph Heyder · Alemania      | Ivo Rüegg · Cédric Grand · Suiza                 | André Lange · Kevin Kuske · Alemania                |
| XXXVIII | 2005 | Altenberg · ( Alemania)       | André Lange · Martin Putze · Alemania               | René Spies · Franz Sagmeister · Alemania         | Martin Annen · Beat Hefti · Suiza                   |
| XXXIX   | 2006 | Sankt Moritz · ( Suiza)       | André Lange · Kevin Kuske · Alemania                | Ivo Rüegg · Cédric Grand · Suiza                 | Martin Annen · Beat Hefti · Suiza                   |
| XL      | 2007 | Cortina d'Ampezzo · ( Italia) | Ivo Danilevič · Roman Gomola · República Checa      | Ivo Rüegg · Cédric Grand · Suiza                 | André Lange · Kevin Kuske · Alemania                |
| XLI     | 2008 | Cesana · ( Italia)            | Alexandr Zubkov · Alexei Voyevoda · Rusia           | André Lange · Kevin Kuske · Alemania             | Simone Bertazzo · Samuele Romanini · Italia         |
| XLII    | 2009 | Sankt Moritz · ( Suiza)       | André Lange · Martin Putze · Alemania               | Beat Hefti · Thomas Lamparter · Suiza            | Thomas Florschütz · Marc Kühne · Alemania           |
| XLIII   | 2010 | Igls · ( Austria)             | Beat Hefti · Thomas Lamparter · Suiza               | André Lange · Kevin Kuske · Alemania             | Daniel Schmid · Jürg Egger · Suiza                  |
| XLIV    | 2011 | Winterberg · ( Alemania)      | Alexandr Zubkov · Alexei Voyevoda · Rusia           | Thomas Florschütz · Kevin Kuske · Alemania       | Karl Angerer · Alex Mann · Alemania                 |
| XLV     | 2012 | Altenberg · ( Alemania)       | Thomas Florschütz · Kevin Kuske · Alemania          | Maximilian Arndt · Marko Hübenbecker · Alemania  | Beat Hefti · Thomas Lamparter · Suiza               |
| XLVI    | 2013 | Igls · ( Austria)             | Beat Hefti · Thomas Lamparter · Suiza               | Thomas Florschütz · Kevin Kuske · Alemania       | Francesco Friedrich · Jannis Bäcker · Alemania      |
| XLVII   | 2014 | Königssee · ( Alemania)       | Beat Hefti · Alex Baumann · Suiza                   | Rico Peter · Thomas Lamparter · Suiza            | Thomas Florschütz · Kevin Kuske · Alemania          |
| XLVIII  | 2015 | La Plagne ( Francia)          | Francesco Friedrich · Martin Grothkopp · Alemania   | Oskars Melbārdis Daumants Dreiškens Letonia      | Rico Peter · Bror van der Zijde · Suiza             |
| XLIX    | 2016 | Sankt Moritz · ( Suiza)       | Beat Hefti · Alex Baumann · Suiza                   | Nico Walther · Christian Poser · Alemania        | Maximilian Arndt · Kevin Kuske · Alemania           |
| L       | 2017 | Winterberg · ( Alemania)      | Francesco Friedrich · Thorsten Margis · Alemania    | Johannes Lochner · Joshua Bluhm · Alemania       | Oskars Ķibermanis Matīss Miknis Letonia             |
| LI      | 2018 | Igls · ( Austria)             | Francesco Friedrich · Thorsten Margis · Alemania    | Clemens Bracher · Michael Kuonen · Suiza         | Johannes Lochner · Joshua Bluhm · Alemania          |
| LII     | 2019 | Königssee · ( Alemania)       | Francesco Friedrich · Thorsten Margis · Alemania    | Johannes Lochner · Joshua Bluhm · Alemania       | Romain Heinrich Dorian Hauterville Francia          |
| LIII    | 2020 | Sigulda ( Letonia)            | Oskars Ķibermanis Matīss Miknis Letonia             | Simon Friedli · Gregory Jones · Suiza            | Christoph Hafer · Christian Hammers · Alemania      |
| LIV     | 2021 | Winterberg · ( Alemania)      | Francesco Friedrich · Thorsten Margis · Alemania    | Johannes Lochner · Eric Franke · Alemania        | Benjamin Maier · Markus Sammer · Austria            |
| LV      | 2022 | Sankt Moritz · ( Suiza)       | Francesco Friedrich · Thorsten Margis · Alemania    | Johannes Lochner · Florian Bauer · Alemania      | Rostislav Gaitiukevich · Mijail Mordasov · Rusia    |
| LVI     | 2023 | Altenberg · ( Alemania)       | Johannes Lochner · Erec Bruckert · Alemania         | Michael Vogt · Sandro Michel · Suiza             | Francesco Friedrich · Alexander Schüller · Alemania |
| LVII    | 2024 | Sigulda ( Letonia)            | Adam Ammour · Issam Ammour · Alemania               | Michael Vogt · Sandro Michel · Suiza             | Johannes Lochner · Erec Bruckert · Alemania         |
| LVIII   | 2025 | Lillehammer · ( Noruega)      | Francesco Friedrich · Alexander Schüller · Alemania | Johannes Lochner · Georg Fleischhauer · Alemania | Bradley Hall Taylor Lawrence Reino Unido            |

#### Medallero histórico
- Actualizado a Lillehammer 2025.

| Núm. | País            | Oro | Plata | Bronce | Total |
| ---- | --------------- | --- | ----- | ------ | ----- |
| 1    | Alemania        | 30  | 32    | 26     | 88    |
| 2    | Suiza           | 16  | 16    | 17     | 49    |
| 3    | Rusia           | 4   | 2     | 4      | 10    |
| 4    | Austria         | 4   | 1     | 2      | 7     |
| 5    | Italia          | 2   | 3     | 5      | 10    |
| 6    | Letonia         | 1   | 1     | 1      | 3     |
| 7    | República Checa | 1   | 0     | 0      | 1     |
| 8    | Rumania         | 0   | 2     | 0      | 2     |
| 9    | Reino Unido     | 0   | 1     | 2      | 3     |
| 10   | Francia         | 0   | 0     | 1      | 1     |
|      | TOTAL           | 58  | 58    | 58     | 174   |

### Cuádruple masculino
| Núm.    | Año  | Sede                          | Oro                                                                                 | Plata | Bronce |
| ------- | ---- | ----------------------------- | ----------------------------------------------------------------------------------- | --- | --- |
| I       | 1965 | Cortina d'Ampezzo · ( Italia) | Competición no celebrada                                                            | Competición no celebrada | Competición no celebrada |
| II      | 1966 | Garmisch-Partenkirchen ( RFA) | Competición no celebrada                                                            | Competición no celebrada | Competición no celebrada |
| III     | 1967 | Igls · ( Austria)             | Rumania Ion Panțuru Nicolae Neagoe Petre Hristovici Gheorghe Maftei                 | Austria · Erwin Thaler · Reinhold Durnthaler · Herbert Gruber · Adolf Koxeder                                                                                | RFA Franz Wörmann Hubert Braun Klaus Ostler Josef Gerg                                                                                                  |
| IV      | 1968 | Sankt Moritz · ( Suiza)       | Suiza · Jean Wicki · Hans Candrian · Willi Hofmann · Walter Graf                    | Rumania Ion Panțuru Petre Hristovici Nicolae Neagoe Gheorghe Maftei                                                                                          | Reino Unido John Blockey Timothy Thorn John Brown Mike Freeman                                                                                          |
| V       | 1969 | Cervinia · ( Italia)          | Italia · Alberto Frigo · Gino Basuino · Antonio Brancaccio · Luciano De Paolis      | Rumania Ion Panțuru Dumitru Focșeneanu Raimond Ţancov Nicolae Neagoe                                                                                         | RFA Herbert Pitka Leonhard Samm Hermann Pschorr Franz Frey                                                                                              |
| VI      | 1970 | Cortina d'Ampezzo · ( Italia) | RFA Wolfgang Zimmerer Stefan Gaisreiter Walter Steinbauer Peter Utzschneider        | España Eugenio Baturone José Cano José Manuel Pérez Guillermo Rosal                                                                                          | Rumania Ion Panțuru Nicolae Neagoe Dumitru Pascu Ion Zangor                                                                                             |
| VII     | 1971 | Königssee ( RFA)              | Rumania Ion Panțuru Ion Zangor Dumitru Pascu Dumitru Focșeneanu                     | RFA Wolfgang Zimmerer Stefan Gaisreiter Walter Steinbauer Peter Utzschneider                                                                                 | RFA Horst Floth Donat Ertel Jan Thölke Pepi Bader |
| VIII    | 1972 | Sankt Moritz · ( Suiza)       | Suiza · Hansruedi Müller · Herbert Ott · Rudolf Born · Hans Hiltebrand              | RFA Herbert Pitka Hermann Pschorr Helmut Wurzer Franz Frey                                                                                                   | Austria · Werner Delle Karth · Fritz Sperling · Walter Delle Karth · Werner Moser                                                                       |
| IX      | 1973 | Cervinia · ( Italia)          | RFA Wolfgang Zimmerer Peter Utzschneider Stefan Gaisreiter Fritz Ohlwärter          | Suiza · Fritz Lüdi · Thomas Hagen · Ferdi Müller · Karl Häseli                                                                                               | Suiza · René Stadler · Werner Camichel · Erich Schärer · Peter Schärer                                                                                  |
| X       | 1976 | Sankt Moritz · ( Suiza)       | RFA Stefan Gaisreiter Hans Wagner Donat Ertel Walter Gilik                          | RFA Wolfgang Zimmerer Peter Utzschneider Bodo Bittner Manfred Schumann                                                                                       | Suiza · Erich Schärer · Peter Schärer · Werner Camichel · Josef Benz                                                                                    |
| XI      | 1978 | Igls · ( Austria)             | Austria · Fritz Sperling · Franz Köfel · Franz Rednack · Walter Köck                | RDA Meinhard Nehmer Hans-Jürgen Gerhardt Bernhard Germeshausen Raimund Bethge                                                                                | RDA Horst Schönau Horst Bernhardt Harald Seifert Bogdan Musiol                                                                                          |
| XII     | 1979 | Winterberg ( RFA)             | RDA Meinhard Nehmer Jochen Babock Bernhard Germeshausen Hans-Jürgen Gerhardt        | Suiza · Erich Schärer · Ulrich Bächli · Tony Rüegg · Hans-Jörg Trachsel                                                                                      | RDA Horst Schönau Horst Bernhardt Andreas Kirchner Bogdan Musiol                                                                                        |
| XIII    | 1980 | Sankt Moritz · ( Suiza)       | Suiza · Erich Schärer · Ulrich Bächli · Rudolf Marti · Josef Benz                   | Suiza · Peter Schärer · Max Rüegg · Tony Rüegg · Hans-Jörg Trachsel                                                                                          | Suiza · Hans Hiltebrand · Ulrich Schindler · Walter Rahm · Armin Baumgartner                                                                            |
| XIV     | 1981 | Igls · ( Austria)             | RDA Bernhard Germeshausen Matthias Trübner Henry Gerlach Hans-Jürgen Gerhardt       | RDA Horst Schönau Detlef Richter Dietmar Jerke Andreas Kirchner                                                                                              | RDA Bernhard Lehmann Bogdan Musiol Roland Wetzig Eberhard Weise                                                                                         |
| XV      | 1982 | Cortina d'Ampezzo · ( Italia) | Suiza · Ralph Pichler · Kurt Ott · Urs Leuthold · Klaus                             | RDA Detlef Richter Michael Richter Thomas Forch Dietmar Jerke                                                                                                | Austria · Walter Delle Karth · Günter Krispel · Johann Lindner · Ferdinand Grössing                                                                     |
| XVI     | 1983 | Sarajevo ( Yugoslavia)        | Suiza · Ekkehard Fasser · Kurt Poletti · Hans Märcy · Rolf Strittmatter             | RDA Bernhard Lehmann Bogdan Musiol Ingo Voge Eberhard Weise                                                                                                  | Suiza · Silvio Giobellina · Urs Salzmann · Heinz Stettler · Rico Freiermuth                                                                             |
| XVII    | 1984 | Igls · ( Austria)             | Suiza · Silvio Giobellina · Heinz Stettler · Urs Salzmann · Rico Freiermuth         | RDA Detlef Richter Thomas Forch Matthias Legler Dietmar Jerke                                                                                                | Suiza · Ekkehard Fasser · Hans Märcy · Kurt Poletti · Rolf Strittmatter                                                                                 |
| XVIII   | 1985 | Sankt Moritz · ( Suiza)       | Suiza · Silvio Giobellina · Heinz Stettler · Urs Salzmann · Rico Freiermuth         | RDA Wolfgang Hoppe Roland Wetzig Ingo Voge Dietmar Schauerhammer                                                                                             | Suiza · Hans Hiltebrand · Urs Leuthold · Kurt Ott · Meinhard Müller                                                                                     |
| XIX     | 1986 | Igls · ( Austria)             | Suiza · Hans Hiltebrand · Kurt Meier · Erwin Fassbind · André Kiser                 | RDA Bernhard Lehmann Matthias Trübner Ingo Voge Bogdan Musiol                                                                                                | Austria · Peter Kienast · Franz Siegl · Gerhard Redl · Christian Mark                                                                                   |
| XX      | 1987 | Cervinia · ( Italia)          | RDA Wolfgang Hoppe Dietmar Schauerhammer Roland Wetzig Bogdan Musiol                | Suiza · Ralph Pichler · Heinrich Notter · Edgar Dietsche · Celeste Poltera                                                                                   | Suiza · Ekkehard Fasser · Kurt Meier · Werner Stocker · Rolf Strittmatter                                                                               |
| XXI     | 1988 | Sarajevo ( Yugoslavia)        | RFA Christian Schebitz Uwe Höring Gerhard Oechsle Leroy Hieber                      | RDA Volker Dietrich René Hannemann Torsten Körner Axel Kühn                                                                                                  | Suiza · Silvio Giobellina · Curdin Morell · Urs Salzmann · Celeste Poltera                                                                              |
| XXII    | 1989 | Winterberg ( RFA)             | Austria · Ingo Appelt · Harald Winkler · Gerhard Redl · Jürgen Mandl                | RDA Harald Czudaj Tino Bonk Karsten Brannasch Peter Förster                                                                                                  | Austria · Peter Kienast · Thomas Schroll · Franz Siegl · Kurt Teigl                                                                                     |
| XXIII   | 1990 | Igls · ( Austria)             | Austria · Peter Kienast · Thomas Schroll · Martin Riedl · Johann Lindner            | Austria · Ingo Appelt · Gerhard Redl · Jürgen Mandl · Harald Winkler                                                                                         | Suiza · Gustav Weder · Bruno Gerber · Lorenz Schindelholz · Curdin Morell                                                                               |
| XXIV    | 1991 | Cervinia · ( Italia)          | Suiza · Gustav Weder · Bruno Gerber · Lorenz Schindelholz · Curdin Morell           | Alemania · Dirk Wiese · Thorsten Wölm · Oliver Rogge · Olaf Hampel                                                                                           | Alemania · Volker Dietrich · Sven Rühr · Frank Jacob · Thomas Rex                                                                                       |
| XXV     | 1992 | Königssee · ( Alemania)       | Alemania · Harald Czudaj · Tino Bonk · Axel Jang · Alexander Szelig                 | Austria · Hubert Schösser · Hannes Conti · Martin Riedl · Gerhard Haidacher                                                                                  | Rumania · Paul Neagu · Laurențiu Budur · Laszlo Hodos · Costel Petrariu                                                                                 |
| XXVI    | 1993 | Sankt Moritz · ( Suiza)       | Suiza · Gustav Weder · Donat Acklin · Kurt Meier · Domenico Semeraro                | Alemania · Dirk Wiese · Christoph Bartsch · Oliver Rogge · Wolfgang Haupt                                                                                    | Austria · Hubert Schösser · Gerhard Redl · Harald Winkler · Gerhard Haidacher                                                                           |
| XXVII   | 1994 | La Plagne ( Francia)          | Italia · Günther Huber · Antonio Tartaglia · Stefano Ticci · Mirco Ruggiero         | Reino Unido Mark Tout George Farrell Jason Wing Lenny Paul                                                                                                   | Alemania · Dirk Wiese · Christoph Bartsch · Michael Liekmeier · Wolfgang Haupt                                                                          |
| XXVIII  | 1995 | Altenberg · ( Alemania)       | Alemania · Wolfgang Hoppe · Ulf Hielscher · René Hannemann · Carsten Embach         | Austria · Hubert Schösser · Gerhard Redl · Thomas Schroll · Martin Schützenauer                                                                              | Alemania · Harald Czudaj · Karsten Brannasch · Alexander Szelig · Udo Lehmann                                                                           |
| XXIX    | 1996 | Sankt Moritz · ( Suiza)       | Alemania · Christoph Langen · Sven Rühr · Markus Zimmermann · Olaf Hampel           | Alemania · Wolfgang Hoppe · Torsten Voss · Sven Peter · Carsten Embach                                                                                       | Suiza · Marcel Rohner · Markus Wasser · Thomas Schreiber · Roland Tanner                                                                                |
| XXX     | 1997 | Königssee · ( Alemania)       | Suiza · Reto Götschi · Guido Acklin · Daniel Giger · Beat Seitz                     | Suiza · Marcel Rohner · Markus Nüssli · Thomas Schreiber · Roland Tanner                                                                                     | Alemania · Dirk Wiese · Christoph Bartsch · Torsten Voss · Michael Liekmeier                                                                            |
| XXXI    | 1998 | Igls · ( Austria)             | Alemania · Harald Czudaj · Torsten Voss · Steffen Görmer · Alexander Szelig         | Austria · Hubert Schösser · Peter Leismüller · Erwin Arnold · Martin Schützenauer                                                                            | Alemania · Christoph Langen · Markus Zimmermann · Kai-Uwe Kohlert · Olaf Hampel                                                                         |
| XXXII   | 1999 | Winterberg · ( Alemania)      | Alemania · Christoph Langen · Markus Zimmermann · Thomas Platzer · Sven Rühr        | Suiza · Marcel Rohner · Markus Nüssli · Beat Hefti · Silvio Schaufelberger                                                                                   | Austria · Wolfgang Stampfer · Jochen Buck · Erwin Arnold · Martin Schützenauer · Alemania · Harald Czudaj · Torsten Voss · Udo Lehmann · Carsten Embach |
| XXXIII  | 2000 | Cortina d'Ampezzo · ( Italia) | Francia Bruno Mingeon Emmanuel Hostache Christophe Fouquet Max Robert               | Letonia Sandis Prūsis Mārcis Rullis Matis Zacmanis Jānis Ozols                                                                                               | Alemania · Christoph Langen · Sven Rühr · Thomas Patzer · Jörg Treffer                                                                                  |
| XXXIV   | 2001 | Königssee · ( Alemania)       | Alemania · Matthias Benesch · Torsten Voss · Udo Lehmann · Alexander Szelig         | Alemania · Christoph Langen · Markus Zimmermann · Sven Peter · Alexander Metzger                                                                             | Alemania · André Lange · Lars Behrendt · René Hoppe · Carsten Embach                                                                                    |
| XXXV    | 2002 | Cortina d'Ampezzo · ( Italia) | Alemania · André Lange · Enrico Kühn · Kevin Kuske · Carsten Embach                 | Francia Bruno Mingeon Éric Le Chanony Christophe Fouquet Max Robert                                                                                          | Alemania · Matthias Benesch · Torsten Voss · Udo Lehmann · Alexander Szelig                                                                             |
| XXXVI   | 2003 | Winterberg · ( Alemania)      | Letonia Sandis Prūsis Jānis Silarājs Mārcis Rullis Jānis Ozols                      | Alemania · André Lange · René Hoppe · Enrico Kühn · Carsten Embach                                                                                           | Suiza · Martin Annen · Urs Aeberhard · Silvio Schaufelberger · Cédric Grand                                                                             |
| XXXVII  | 2004 | Sankt Moritz · ( Suiza)       | Alemania · André Lange · Udo Lehmann · Kevin Kuske · René Hoppe                     | Suiza · Ivo Rüegg · Ali Dincer · Beat Hefti · Christian Aebli                                                                                                | Alemania · Christoph Langen · Markus Zimmermann · Enrico Kühn · Alexander Metzger                                                                       |
| XXXVIII | 2005 | Altenberg · ( Alemania)       | Rusia · Alexandr Zubkov · Alexei Seliverstov · Serguei Golubev · Dmitri Stiopushkin | Alemania · André Lange · René Hoppe · Thomas Pöge · Martin Putze                                                                                             | Alemania · Matthias Höpfner · Marc Kühne · Andreas Barucha · Stefan Barucha                                                                             |
| XXXIX   | 2006 | Sankt Moritz · ( Suiza)       | Suiza · Martin Annen · Thomas Lamparter · Beat Hefti · Cédric Grand                 | Alemania · André Lange · René Hoppe · Kevin Kuske · Martin Putze                                                                                             | Rusia · Alexandr Zubkov · Serguei Golubev · Alexei Seliverstov · Dmitri Stiopushkin                                                                     |
| XL      | 2007 | Cortina d'Ampezzo · ( Italia) | Alemania · André Lange · Alexander Rödiger · Kevin Kuske · Martin Putze             | Rusia · Yevgueni Popov · Roman Oreshnikov · Dmitri Trunenkov · Dmitri Stiopushkin                                                                            | Suiza · Ivo Rüegg · Roman Handschin · Thomas Lamparter · Cédric Grand                                                                                   |
| XLI     | 2008 | Cesana · ( Italia)            | Letonia Jānis Miņins Daumants Dreiškens Oskars Melbārdis Intars Dambis              | Suiza · Martin Galliker · Jürg Egger · Olexander Streltsov · Patrick Blöchliger                                                                              | Alemania · André Lange · René Hoppe · Kevin Kuske · Martin Putze                                                                                        |
| XLII    | 2009 | Sankt Moritz · ( Suiza)       | Rusia · Alexandr Zubkov · Roman Oreshnikov · Dmitri Trunenkov · Dmitri Stiopushkin  | Alemania · Thomas Florschütz · Marc Kühne · Andreas Barucha · Alexander Metzger                                                                              | Alemania · Karl Angerer · Andreas Udvari · Thomas Pöge · Gregor Bermbach                                                                                |
| XLIII   | 2010 | Igls · ( Austria)             | Alemania · André Lange · René Hoppe · Kevin Kuske · Martin Putze                    | Suiza · Ivo Rüegg · Roman Handschin · Cédric Grand · Thomas Lamparter                                                                                        | Alemania · Thomas Florschütz · Ronny Listner · Richard Adjei · Andreas Barucha                                                                          |
| XLIV    | 2011 | Winterberg · ( Alemania)      | Alemania · Manuel Machata · Richard Adjei · Andreas Bredau · Florian Becke          | Alemania · Thomas Florschütz · Ronny Listner · Kevin Kuske · Andreas Barucha · Rusia · Alexandr Zubkov · Filipp Yegorov · Dmitri Trunenkov · Nikolai Jrenkov | — |
| XLV     | 2012 | Altenberg · ( Alemania)       | Alemania · Maximilian Arndt · Alexander Rödiger · Marko Hübenbecker · Martin Putze  | Rusia · Alexandr Zubkov · Filipp Yegorov · Dmitri Trunenkov · Nikolai Jrenkov                                                                                | Alemania · Thomas Florschütz · Ronny Listner · Kevin Kuske · Thomas Blaschek                                                                            |
| XLVI    | 2013 | Igls · ( Austria)             | Alemania · Maximilian Arndt · Alexander Rödiger · Marko Hübenbecker · Martin Putze  | Suiza · Beat Hefti · Alex Baumann · Thomas Lamparter · Jürg Egger                                                                                            | Alemania · Thomas Florschütz · Andreas Bredau · Kevin Kuske · Thomas Blaschek                                                                           |
| XLVII   | 2014 | Königssee · ( Alemania)       | Suiza · Beat Hefti · Alex Baumann · Thomas Amrhein · Jürg Egger                     | Reino Unido John James Jackson Stuart Benson Bruce Tasker Joel Fearon                                                                                        | Alemania · Francesco Friedrich · Alex Mann · Gregor Bermbach · Thorsten Margis                                                                          |
| XLVIII  | 2015 | La Plagne ( Francia)          | Letonia Oskars Melbārdis Daumants Dreiškens Arvis Vilkaste Jānis Strenga            | Rusia · Alexandr Kasianov · Ilvir Juzin · Alexei Pushkariov · Alexei Zaitsev                                                                                 | Alemania · Francesco Friedrich · Candy Bauer · Martin Grothkopp · Thorsten Margis                                                                       |
| XLIX    | 2016 | Sankt Moritz · ( Suiza)       | Alemania · Maximilian Arndt · Kevin Korona · Martin Putze · Ben Heber               | Austria · Benjamin Maier · Marco Rangl · Markus Sammer · Dănuț Moldovan                                                                                      | Letonia Oskars Melbārdis Daumants Dreiškens Arvis Vilkaste Jānis Strenga                                                                                |
| L       | 2017 | Winterberg · ( Alemania)      | Alemania · Johannes Lochner · Sebastian Mrowka · Joshua Bluhm · Christian Rasp      | Alemania · Nico Walther · Kevin Kuske · Kevin Korona · Eric Franke                                                                                           | Austria · Benjamin Maier · Stefan Laussegger · Markus Sammer · Dănuț Moldovan                                                                           |
| LI      | 2018 | Igls · ( Austria)             | Alemania · Johannes Lochner · Marc Rademacher · Joshua Bluhm · Christian Rasp       | Alemania · Francesco Friedrich · Candy Bauer · Martin Grothkopp · Thorsten Margis                                                                            | Letonia Oskars Melbārdis Daumants Dreiškens Helvijs Lūsis Jānis Strenga                                                                                 |
| LII     | 2019 | Königssee · ( Alemania)       | Alemania · Johannes Lochner · Florian Bauer · Marc Rademacher · Christian Rasp      | Letonia Oskars Ķibermanis Matīss Miknis Arvis Vilkaste Jānis Strenga                                                                                         | Alemania · Francesco Friedrich · Candy Bauer · Martin Grothkopp · Alexander Schüller                                                                    |
| LIII    | 2020 | Winterberg · ( Alemania)      | Alemania · Johannes Lochner · Florian Bauer · Christopher Weber · Christian Rasp    | Alemania · Francesco Friedrich · Candy Bauer · Alexander Schüller · Thorsten Margis                                                                          | Alemania · Nico Walther · Paul Krenz · Kevin Korona · Eric Franke                                                                                       |
| LIV     | 2021 | Winterberg · ( Alemania)      | Alemania · Francesco Friedrich · Candy Bauer · Alexander Schüller · Thorsten Margis | Austria · Benjamin Maier · Markus Sammer · Kristian Huber · Sascha Stepan                                                                                    | Rusia · Rostislav Gaitiukevich · Mijail Mordasov · Ruslan Samitov · Ilia Malyj                                                                          |
| LV      | 2022 | Sankt Moritz · ( Suiza)       | Letonia Oskars Ķibermanis Edgars Nemme Matīss Miknis Dāvis Spriņģis                 | Alemania · Francesco Friedrich · Alexander Rödiger · Martin Grothkopp · Alexander Schüller                                                                   | Rusia · Rostislav Gaitiukevich · Mijail Mordasov · Alexei Laptev · Pavel Travkin                                                                        |
| LVI     | 2023 | Altenberg · ( Alemania)       | Reino Unido Bradley Hall Gregory Cackett Taylor Lawrence Arran Gulliver             | Alemania · Francesco Friedrich · Candy Bauer · Thorsten Margis · Felix Straub                                                                                | Suiza · Michael Vogt · Alain Knuser · Sandro Michel · Cyril Bieri                                                                                       |
| LVII    | 2024 | Innsbruck · ( Austria)        | Alemania · Francesco Friedrich · Candy Bauer · Alexander Schüller · Felix Straub    | Alemania · Johannes Lochner · Erec Bruckert · Joshua Tasche · Georg Fleischhauer                                                                             | Letonia Emīls Cipulis Dāvis Spriņģis Matīss Miknis Krists Lindenblats                                                                                   |
| LVIII   | 2025 | Lillehammer · ( Noruega)      | Alemania · Johannes Lochner · Florian Bauer · Jörn Wenzel · Georg Fleischhauer      | Alemania · Francesco Friedrich · Matthias Sommer · Alexander Schüller · Felix Straub                                                                         | Reino Unido · Bradley Hall · Taylor Lawrence · Arran Gulliver · Leon Greenwood Suiza · Michael Vogt · Gregory Jones · Andreas Haas · Amadou Ndiaye      |

#### Medallero histórico
- Actualizado a Lillehammer 2025.

| Núm. | País        | Oro | Plata | Bronce | Total |
| ---- | ----------- | --- | ----- | ------ | ----- |
| 1    | Alemania    | 28  | 28    | 26     | 82    |
| 2    | Suiza       | 13  | 10    | 14     | 37    |
| 3    | Letonia     | 4   | 2     | 3      | 9     |
| 4    | Austria     | 3   | 7     | 7      | 17    |
| 5    | Rusia       | 2   | 4     | 3      | 9     |
| 6    | Rumania     | 2   | 2     | 2      | 6     |
| 7    | Italia      | 2   | 0     | 0      | 2     |
| 8    | Reino Unido | 1   | 2     | 2      | 5     |
| 9    | Francia     | 1   | 1     | 0      | 2     |
| 10   | España      | 0   | 1     | 0      | 1     |
|      | TOTAL       | 56  | 57    | 57     | 170   |

### Individual femenino
| Núm. | Año  | Sede                     | Oro                        | Plata                   | Bronce                      |
| ---- | ---- | ------------------------ | -------------------------- | ----------------------- | --------------------------- |
| I    | 2022 | Sankt Moritz · ( Suiza)  | Mariama Jamanka · Alemania | Laura Nolte · Alemania  | Nadezhda Sergueyeva · Rusia |
| II   | 2023 | Altenberg · ( Alemania)  | Laura Nolte · Alemania     | Andreea Grecu · Rumania | Kim Kalicki · Alemania      |
| III  | 2024 | Sigulda ( Letonia)       | Lisa Buckwitz · Alemania   | Andreea Grecu · Rumania | Laura Nolte · Alemania      |
| IV   | 2025 | Lillehammer · ( Noruega) | Laura Nolte · Alemania     | Melanie Hasler · Suiza  | Lisa Buckwitz · Alemania    |

#### Medallero histórico
- Actualizado a Lillehammer 2025.

| Núm. | País     | Oro | Plata | Bronce | Total |
| ---- | -------- | --- | ----- | ------ | ----- |
| 1    | Alemania | 4   | 1     | 3      | 8     |
| 2    | Rumania  | 0   | 2     | 0      | 2     |
| 3    | Suiza    | 0   | 1     | 0      | 1     |
| 4    | Rusia    | 0   | 0     | 1      | 1     |
|      | TOTAL    | 4   | 4     | 4      | 12    |

### Doble femenino
| Núm.  | Año  | Sede                          | Oro                                                 | Plata                                                | Bronce                                                                                   |
| ----- | ---- | ----------------------------- | --------------------------------------------------- | ---------------------------------------------------- | ---------------------------------------------------------------------------------------- |
| I     | 2004 | Sankt Moritz · ( Suiza)       | Cathleen Martini · Sandra Germain · Alemania        | Claudia Schramm · Nicole Herschmann · Alemania       | Françoise Burdet · Karin Hagmann · Suiza                                                 |
| II    | 2005 | Altenberg · ( Alemania)       | Cathleen Martini · Janine Tischer · Alemania        | Sandra Prokoff · Anja Schneiderheinze · Alemania     | Ilse Broeders · Jeannette Pennings · Países Bajos                                        |
| III   | 2006 | Sankt Moritz · ( Suiza)       | Sandra Prokoff · Berit Wiacker · Alemania           | Gerda Weissensteiner · Jennifer Isacco · Italia      | Susi Erdmann · Anne Dietrich · Alemania                                                  |
| IV    | 2007 | Cortina d'Ampezzo · ( Italia) | Sandra Prokoff · Romy Logsch · Alemania             | Cathleen Martini · Janine Tischer · Alemania         | Jessica Gillarduzzi · Fabiana Mollica · Italia                                           |
| V     | 2008 | Cesana · ( Italia)            | Sandra Prokoff · Berit Wiacker · Alemania           | Cathleen Martini · Janine Tischer · Alemania         | Maya Bamert · Anne Dietrich · Suiza                                                      |
| VI    | 2009 | Sankt Moritz · ( Suiza)       | Sandra Prokoff · Berit Wiacker · Alemania           | Cathleen Martini · Janine Tischer · Alemania         | Nicola Minichiello Gillian Cooke Reino Unido                                             |
| VII   | 2010 | Igls · ( Austria)             | Cathleen Martini · Romy Logsch · Alemania           | Sabina Hafner · Hannelore Schenk · Suiza             | Sandra Kiriasis · Christin Senkel · Alemania                                             |
| VIII  | 2011 | Winterberg · ( Alemania)      | Sandra Kiriasis · Berit Wiacker · Alemania          | Anja Schneiderheinze · Christin Senkel · Alemania    | Esmé Kamphuis · Judith Vis · Países Bajos                                                |
| IX    | 2012 | Altenberg · ( Alemania)       | Cathleen Martini · Janine Tischer · Alemania        | Sandra Kiriasis · Petra Lammert · Alemania           | Fabienne Meyer · Hannelore Schenk · Suiza                                                |
| X     | 2013 | Igls · ( Austria)             | Sandra Kiriasis · Franziska Bertels · Alemania      | Anja Schneiderheinze · Lisette Thöne · Alemania      | Cathleen Martini · Stephanie Schneider · Alemania                                        |
| XI    | 2014 | Königssee · ( Alemania)       | Fabienne Meyer · Tanja Mayer · Suiza                | Sandra Kiriasis · Franziska Fritz · Alemania         | Esmé Kamphuis · Judith Vis · Países Bajos                                                |
| XII   | 2015 | La Plagne ( Francia)          | Anja Schneiderheinze · Franziska Bertels · Alemania | Cathleen Martini · Stephanie Schneider · Alemania    | Stefanie Szczurek · Erline Nolte · Alemania                                              |
| XIII  | 2016 | Sankt Moritz · ( Suiza)       | Anja Schneiderheinze · Annika Drazek · Alemania     | Elfje Willemsen · Sophie Vercruyssen · Bélgica       | Stephanie Schneider · Lisa Buckwitz · Alemania                                           |
| XIV   | 2017 | Winterberg · ( Alemania)      | Mariama Jamanka · Annika Drazek · Alemania          | Nadezhda Sergueyeva · Anastasiya Kocherzhova · Rusia | Christina Hengster · Jennifer Onasanya · Austria                                         |
| XV    | 2018 | Igls · ( Austria)             | Stephanie Schneider · Annika Drazek · Alemania      | Mariama Jamanka · Lisa Buckwitz · Alemania           | Anna Köhler · Ann-Christin Strack · Alemania                                             |
| XVI   | 2019 | Königssee · ( Alemania)       | Mariama Jamanka · Annika Drazek · Alemania          | Stephanie Schneider · Ann-Christin Strack · Alemania | Katrin Beierl · Jennifer Onasanya · Austria                                              |
| XVII  | 2020 | Sigulda ( Letonia)            | Nadezhda Sergueyeva · Yelena Mamedova · Rusia       | Andreea Grecu · Ioana Gheorghe · Rumania             | Stephanie Schneider · Lisette Thöne · Alemania                                           |
| XVIII | 2021 | Winterberg · ( Alemania)      | Laura Nolte · Deborah Levi · Alemania               | Kim Kalicki · Ann-Christin Strack · Alemania         | Katrin Beierl · Jennifer Onasanya · Austria · Mariama Jamanka · Leonie Fiebig · Alemania |
| XIX   | 2022 | Sankt Moritz · ( Suiza)       | Kim Kalicki · Lisa Buckwitz · Alemania              | Mariama Jamanka · Kira Lipperheide · Alemania        | Laura Nolte · Deborah Levi · Alemania                                                    |
| XX    | 2023 | Altenberg · ( Alemania)       | Laura Nolte · Neele Schuten · Alemania              | Melanie Hasler · Nadja Pasternack · Suiza            | Kim Kalicki · Anabel Galander · Alemania                                                 |
| XXI   | 2024 | Sigulda ( Letonia)            | Laura Nolte · Neele Schuten · Alemania              | Kim Kalicki · Anabel Galander · Alemania             | Melanie Hasler · Mara Morell · Suiza                                                     |
| XXII  | 2025 | Lillehammer · ( Noruega)      | Laura Nolte · Leonie Kluwig · Alemania              | Kim Kalicki · Leonie Fiebig · Alemania               | Lisa Buckwitz · Kira Lipperheide · Alemania                                              |

#### Medallero histórico
- Actualizado a Lillehammer 2025.

| Núm. | País         | Oro | Plata | Bronce | Total |
| ---- | ------------ | --- | ----- | ------ | ----- |
| 1    | Alemania     | 20  | 16    | 11     | 47    |
| 2    | Suiza        | 1   | 2     | 4      | 7     |
| 3    | Rusia        | 1   | 1     | 0      | 2     |
| 4    | Italia       | 0   | 1     | 1      | 2     |
| 5    | Bélgica      | 0   | 1     | 0      | 1     |
| 5    | Rumania      | 0   | 1     | 0      | 1     |
| 7    | Austria      | 0   | 0     | 3      | 3     |
| 7    | Países Bajos | 0   | 0     | 3      | 3     |
| 9    | Reino Unido  | 0   | 0     | 1      | 1     |
|      | TOTAL        | 22  | 22    | 23     | 67    |

## Medallero histórico total
- Actualizado a Lillehammer 2025.

| Núm. | País            | Oro | Plata | Bronce | Total |
| ---- | --------------- | --- | ----- | ------ | ----- |
| 1    | Alemania        | 82  | 77    | 66     | 225   |
| 2    | Suiza           | 30  | 29    | 35     | 94    |
| 3    | Austria         | 7   | 8     | 12     | 27    |
| 4    | Rusia           | 7   | 7     | 8      | 22    |
| 5    | Letonia         | 5   | 3     | 4      | 12    |
| 6    | Italia          | 4   | 4     | 6      | 14    |
| 7    | Rumania         | 2   | 7     | 2      | 11    |
| 8    | Reino Unido     | 1   | 3     | 5      | 9     |
| 9    | Francia         | 1   | 1     | 1      | 3     |
| 10   | República Checa | 1   | 0     | 0      | 1     |
| 11   | Bélgica         | 0   | 1     | 0      | 1     |
| 11   | España          | 0   | 1     | 0      | 1     |
| 13   | Países Bajos    | 0   | 0     | 3      | 3     |
|      | TOTAL           | 140 | 141   | 142    | 423   |

1. 1 2 3  Incluye las medallas obtenidas por la RFA y la RDA entre 1949 y 1990.
2. 1 2  Incluye las medallas obtenidas por la URSS.